# Spekes gazelle
De Spekes gazelle (Gazella spekei)  is een zoogdier uit de familie van de holhoornigen (Bovidae). De wetenschappelijke naam van de soort werd voor het eerst geldig gepubliceerd door Blyth in 1863.

## Voorkomen
De soort komt voor in Somalië en oostelijk Ethiopië.